# New Kensington
New Kensington é uma cidade localizada no estado norte-americano de Pensilvânia, no Condado de Westmoreland.

## Demografia
Segundo o censo norte-americano de 2000, a sua população era de 14.701 habitantes.
Em 2006, foi estimada uma população de 13.935, um decréscimo de 766 (-5.2%).

## Geografia
De acordo com o United States Census Bureau tem uma área de
11,0 km², dos quais 10,3 km² cobertos por terra e 0,7 km² cobertos por água.

## Localidades na vizinhança
O diagrama seguinte representa as localidades num raio de 8 km ao redor de New Kensington.